# William Bramley
Pour les articles homonymes, voir Bramley.
William Bramley est un acteur américain né le 18 avril 1928 à New York (États-Unis), décédé le 27 octobre 1985 dans le comté de Los Angeles (États-Unis).

## Filmographie
- 1961 : West Side Story : Officer Krupke
- 1963 : Le Piment de la vie (The Thrill of It All) : Angry Driver
- 1964 : Ready for the People (TV) : Nick Williams
- 1966 : Le Virginien :  saison 05 épisode 15: (la piste de la vengeance ) : Del Hobart
- 1966 : La parole est au colt : Hoag
- 1968 : Police sur la ville (Madigan) : O'Brien
- 1968 : Star Trek (série télévisée) :  épisode Sur les chemins de Rome : Policier
- 1968 : Le Baiser papillon (I Love You, Alice B. Toklas!) : Patrolman #1
- 1968 : Le Virginien :  saison 6 épisode 24 : (un homme à tout faire/The handy man ) : Arnold Bowden
- 1968 : Le Virginien (TV) saison 7 épisode 13 (Big Tiny) : Karnes
- 1969 : Trial Run (TV) : Karlson
- 1970 : Campus (Getting Straight) : Wade Linden
- 1970 : Suppose They Gave a War and Nobody Came? : Deputy Henry
- 1971 : Femmes de médecins (Doctors' Wives) de George Schaefer : Dr Hagstrom
- 1971 : Bless the Beasts and Children : Goodenow's Grandfather
- 1972 : Michael O'Hara the Fourth (TV) : Police Commisioner
- 1974 : Hangup : Simpson
- 1975 : The Last Day (TV) : Oates
- 1976 : Revenge of the Cheerleaders : Walter Hartlander
- 1981 : Tough Girl (TV) : Judge
- 1981 : La Petite Maison dans la prairie (The House on the Prairie) (Série TV) saison 7, épisode 19 (Justice aveugle (Blind Justice) ) : Jed Finley
- 1982 : Shérif, fais-moi peur (série TV) : "Main basse sur Hazzard" (Saison 5 - Épisode 5) : Boss Bowman
- 1984 : Attention délires ! (The Wild Life) : Security Officer